# Zoltan Norman
Zoltan Norman (Timișoara, 5 dicembre 1919 – Timișoara, 27 dicembre 2001) è stato un pallanuotista rumeno.
Ha fatto parte della Romania che ha partecipato al torneo di pallanuoto ai Giochi di Helsinki 1952, giocando tutte le partite.